# HD 23625
HD 23625，又名BD+33 717，SAO 56709、HR 1163，是一颗恒星，视星等为6.57，位于銀經160.08，銀緯-16.25，其B1900.0坐标为赤經3h 41m 31.9s，赤緯+33° -16.25′ 24″。